# 東京都第26區
東京都第26區（日语：／）是日本眾議院的選區，設立於2022年。

## 選區
2022年公職選舉法修法後的選區範圍如下。本選區設立前，目黑區屬於5區與7區的選區範圍，大田區西部屬於3區與4區的選區範圍。
- 目黑區
- 大田區（西部）
  - 嶺町、田園調布、鵜の木（日语：鵜の木）、雪谷（日语：雪谷）、千束的各特別出張所轄區內
  - 久原特別出張所轄區內（池上3丁目除外）[5]
    - 久が原1〜6丁目、南雪谷5丁目、北嶺町、千鳥1丁目（1番3〜12号、2番1〜13・32〜38号）[6]、仲池上1・2丁目、東雪谷5丁目

  - 矢口特別出張所管内（矢口2丁目1、13、14、27、28番、矢口3丁目1、8番除外）[5]
    - 千鳥1丁目（20番4〜6號、21番1〜3號、4號部分區域、13〜20号、23番1〜4、17〜24號）、千鳥2、3丁目[7]、矢口1丁目、矢口2丁目（1、13、14、27、28番除外）、矢口3丁目（1、8番除外）、下丸子1〜4丁目

## 小選區選出議員
| 選舉                   | 年     | 当選者 | 黨籍   |
| ---------------------- | ------ | ------ | ------ |
| 第50屆眾議院議員總選舉 | 2024年 | 松原仁 | 無党籍 |

## 選舉結果
當時内閣：石破内閣  解散日：2024年10月9日  告示日：2024年10月15日 （全國投票率：53.85%（▼2.08%））
| 當選與否 | 候選人   | 年齡 | 黨籍       | 經歷 | 得票數    | 得票率 | 惜敗率 | 推薦、支持政黨 | 雙重提名 |
| -------- | -------- | ---- | ---------- | ---- | --------- | ------ | ------ | -------------- | -------- |
| 當選     | 松原仁   | 68   | 無         | 前   | 108,174票 | 45.56% | ――     |                |          |
|          | 今岡植   | 36   | 自由民主黨 | 新   | 68,568票  | 28.88% | 63.39% | 公明黨推薦     | ○        |
|          | 和田正子 | 75   | 日本共產黨 | 新   | 28,819票  | 12.14% | 26.64% |                |          |
|          | 藤田久美 | 46   | 參政黨     | 新   | 17,250票  | 7.27%  | 15.95% |                |          |
|          | 田淵正文 | 66   | 無         | 新   | 14,602票  | 6.15%  | 13.50% |                | ×        |